# Georges Bonifassi
Georges Bonifassi (* 18. Mai 1952 in Marseille; † 19. Januar 1995 in Paris) war ein französischer Anglist und Okzitanist.

## Leben
Bonifassi, der katalanisch-provenzalische Eltern hatte, war Schüler von Paul Roux. Er studierte Englisch an der Universität Aix-en-Provence, bestand die Agrégation in Englisch und wurde Gymnasiallehrer, verlegte sich aber wissenschaftlich auf die Okzitanistik. Er wurde 1988 an der Sorbonne von Suzanne Thiolier-Méjean promoviert mit der Arbeit Les publications périodiques en provençal des origines à 1914 (erschienen postum u. d. T. La presse régionale de Provence en langue d'oc des origines à 1914, Paris 2003, Vorwort von Suzanne Thiolier-Méjean). Ab 1986 lehrte er Provenzalisch als Lehrbeauftragter am "Centre d’enseignement et de recherche d’oc" (CEROC) der Sorbonne. Von 1987 bis zu seinem Tod war er (als Nachfolger von Marcel Decremps) Chefredakteur der Zeitschrift La France latine (Nachfolger: Philippe Blanchet). Er war Mitglied des Félibrige.

## Werke
- Apprendre le provençal avec "Aprendissage de la vido" de Paul Ruat, Marseille 1990 (u. d. T. Méthode suivie pour apprendre le provençal, 2003)